# Печера Ледньова
Печера Ледньова (рос. Леднева) — печера в Башкортостані, Росія. Печера горизонтального типу простягання. Загальна протяжність — 515 м. Глибина печери становить 61 м. Категорія складності проходження ходів печери — 1. Печера відноситься до Зилімо-Аскинського підрайону Зилімо-Інзерського району Південної області Західноуральської спелеологічної провінції.